# Associazione Svizzera dei Liberi Pensatori
L'Associazione Svizzera dei Liberi Pensatori, anche nota come ASLP (in tedesco: Freidenker-Vereinigung der Schweiz, in francese: Association suisse des libres penseurs), è un'associazione avente come scopo la promozione del libero pensiero secondo un approccio umanistico e scientifico. La stessa rappresenta in Svizzera gli interessi delle persone non credenti e aconfessionali, rivendica la separazione tra Chiesa e Stato e tra Chiesa e scuola, rifiuta ogni pretesa di assolutezza religiosa o politica e difende il diritto all'autodeterminazione dell'individuo e dei popoli. Nel 2011 l'associazione contava all'incirca 1900 membri.

## Storia
L'associazione nacque nella Svizzera tedesca nel 1908, unendosi poi a gruppi simili della Svizzera francese e italiana, e coltivando inoltre stretti contatti con i liberi pensatori tedeschi. A causa del loro agnosticismo e ateismo e della diffusione dell'evoluzionismo tra le loro file, negli anni successivi alla fondazione l'associazione fu osteggiata da ambienti ecclesiastici e politici conservatori: nel 1933 il Consigliere nazionale Hans Müller presentò una mozione contro l'associazione, accusandola di minacciare la pace religiosa. La mozione venne tuttavia respinta dal Consiglio Federale. D'altro canto, dentro l'associazione si erano diffuse visioni spesso piuttosto schematiche delle istituzioni ecclesiastiche.
A un rapido sviluppo iniziale e a una fase di arresto dovuta alle circostanze belliche, seguì nel periodo tra le due guerre una rinnovata espansione, durante la quale i liberi pensatori difesero la pace e combatterono qualsiasi forma di totalitarismo politico. Lo sviluppo dell'associazione subì un nuovo arresto dalla crisi economica e dal secondo conflitto mondiale.

## Organizzazione
L'ASLP è organizzata in sezioni regionali, e fino al 2010 fu associata all'Unione mondiale dei liberi pensatori. Al 2022, l'ASLP è membro di Humanists International e dell'European Humanist Federation.
L'associazione pubblica regolarmente il periodico germanofono Frei Denken, il periodico francofono Libre Penseur e il periodico italofono Libero Pensiero.

## Campagne organizzate dall'ASLP
Nel 2009, sulla scia della campagna degli autobus atei organizzata nel Regno Unito, l'ASLP organizzò la pubblicazione di manifesti in varie città svizzere. I manifesti, che riportavano la scritta Probabilmente Dio non esiste. Smetti di preoccuparti. Goditi la vita, furono inizialmente vietati e successivamente ammessi dai cantoni Zugo e Lucerna. Una delle conseguenze della campagna fu la decisione da parte delle imprese di trasporti pubblici di San Gallo e di Berna di non accettare più pubblicità a tema religioso.
In occasione della votazione popolare del 28 novembre 2021 sulle modifiche alla legge sul COVID-19, l'associazione organizzò una campagna a favore della loro approvazione. I manifesti dell'iniziativa, apparsi in diversi luoghi pubblici, raffiguravano i Freiheitsimpfler ("Vaccinatori per la libertà") ed erano un richiamo esplicito al gruppo antivaccinista svizzero Freiheitstrychler ("Scampanellatori per la libertà").
Nel 2022 l'associazione promosse un referendum nel canton Lucerna in opposizione allo stanziamento di 400 000 franchi per la costruzione di una nuova caserma per le guardie svizzere stanziate in Vaticano. In trenta giorni furono raccolte 7477 firme a fronte delle 3000 necessarie per consentire lo svolgimento del referendum.

## Membri noti
- Ernst Brauchlin, pedagogista[1]
- Otto Kunz, uomo d'affari[1]
- Jakob Stebler, scrittore[1]